# Murad Süleymanov
Murad Süleymanov (12 de julio de 1996) es un deportista azerbaiyano que compite en lucha libre. Ganó una medalla de plata en el Campeonato Europeo de Lucha de 2017, en la categoría de 74 kg.

## Palmarés internacional
| Campeonato Europeo | Campeonato Europeo | Campeonato Europeo | Campeonato Europeo |
| Año                | Lugar              | Medalla            | Categoría          |
| ------------------ | ------------------ | ------------------ | ------------------ |
| 2017               | Novi Sad (Serbia)  | Medalla de plata   | 74 kg              |